# Tiszalúc
Tiszalúc is een plaats (nagyközség) en gemeente in het Hongaarse comitaat Borsod-Abaúj-Zemplén. Tiszalúc telt 5707 inwoners (2001).